# Liebfrauenkirche (Bottrop)

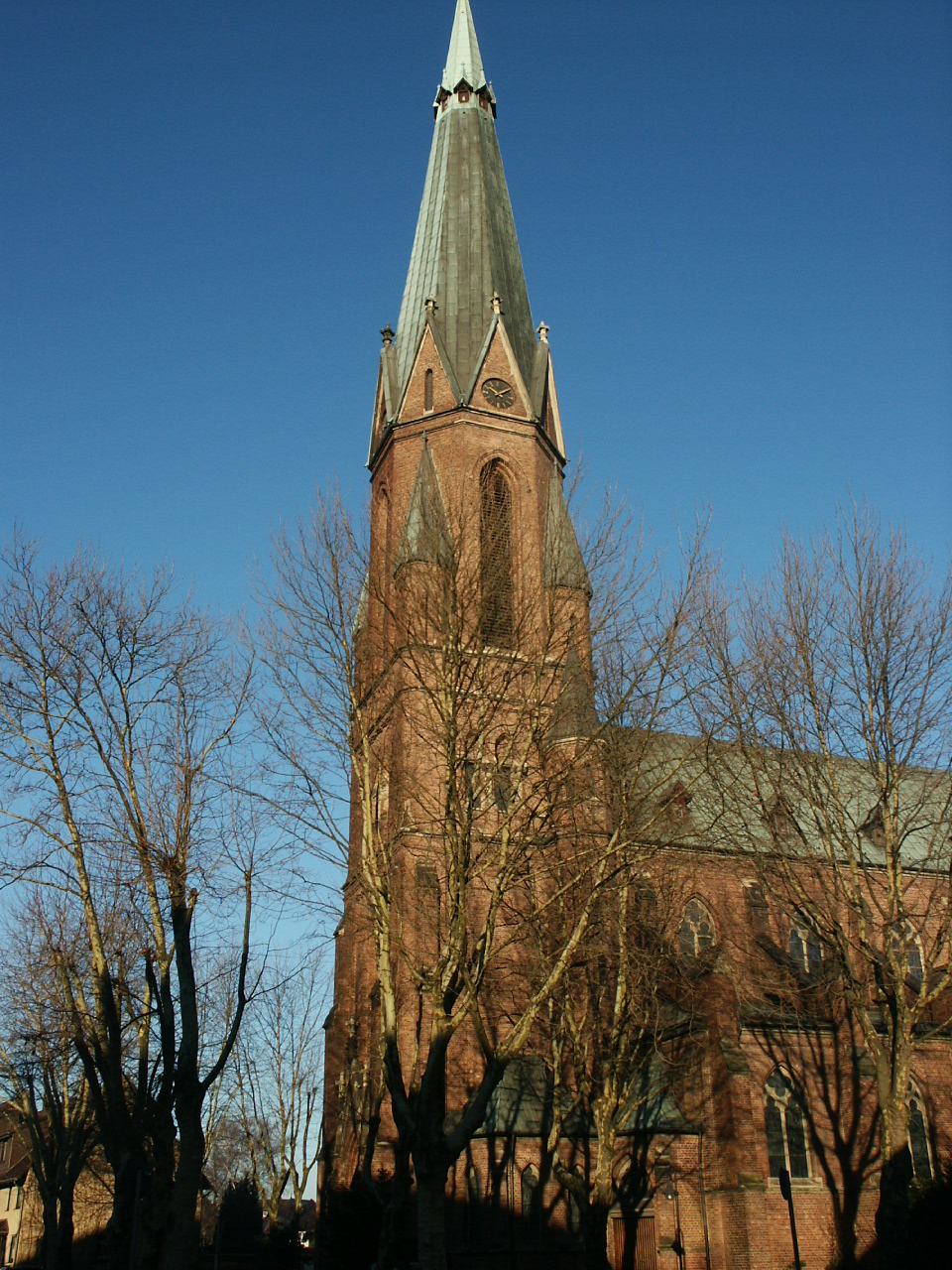
Liebfrauen (2001)

Die katholische Liebfrauenkirche ist ein denkmalgeschütztes Kirchengebäude in Bottrop-Eigen, einer kreisfreien Stadt in Nordrhein-Westfalen. Sie ist seit 2007 mit der Filialkirche St. Pius Teil der Pfarrei St. Joseph.

## Geschichte
Die Liebfrauenkirche wurde 1909–1914 im Zuge der Erschließung des Stadtteils Eigen nach Plänen des Kölner Dombaumeisters Bernhard Hertel und seines Bruders Hilger Hertel dem Jüngeren erbaut.

## Architektur
Die Kirche ist eine stilreine neugotische Basilika mit Querhaus. Der quadratische, spitzhaubenbekrönte Portalturm mit oktogonalem Obergeschoss ist mit 78 Metern der höchste im Bistum Essen. Der kreuzrippengewölbte Innenraum ist weiß gefasst, die Architekturgliederungen sind steinsichtig abgesetzt. Aufgrund von schadhaften Kreuzblumen wurde die Kirche im April 2017 teilweise eingezäunt, um Passanten zu schützen.

## Ausstattung

### Fenster
Von der originalen Ausstattung ist wenig erhalten. Bemerkenswert sind die künstlerisch anspruchsvollen Bleiglasfenster aus verschiedenen Jahrzehnten des 20. Jahrhunderts.

### Orgel

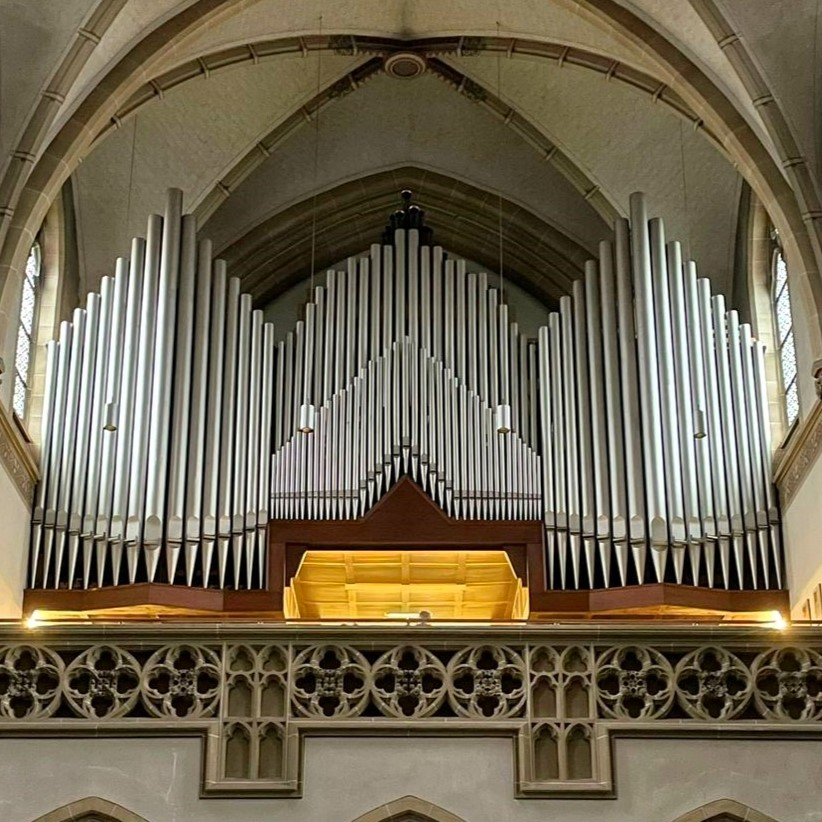
Seifert-Orgel (2024)

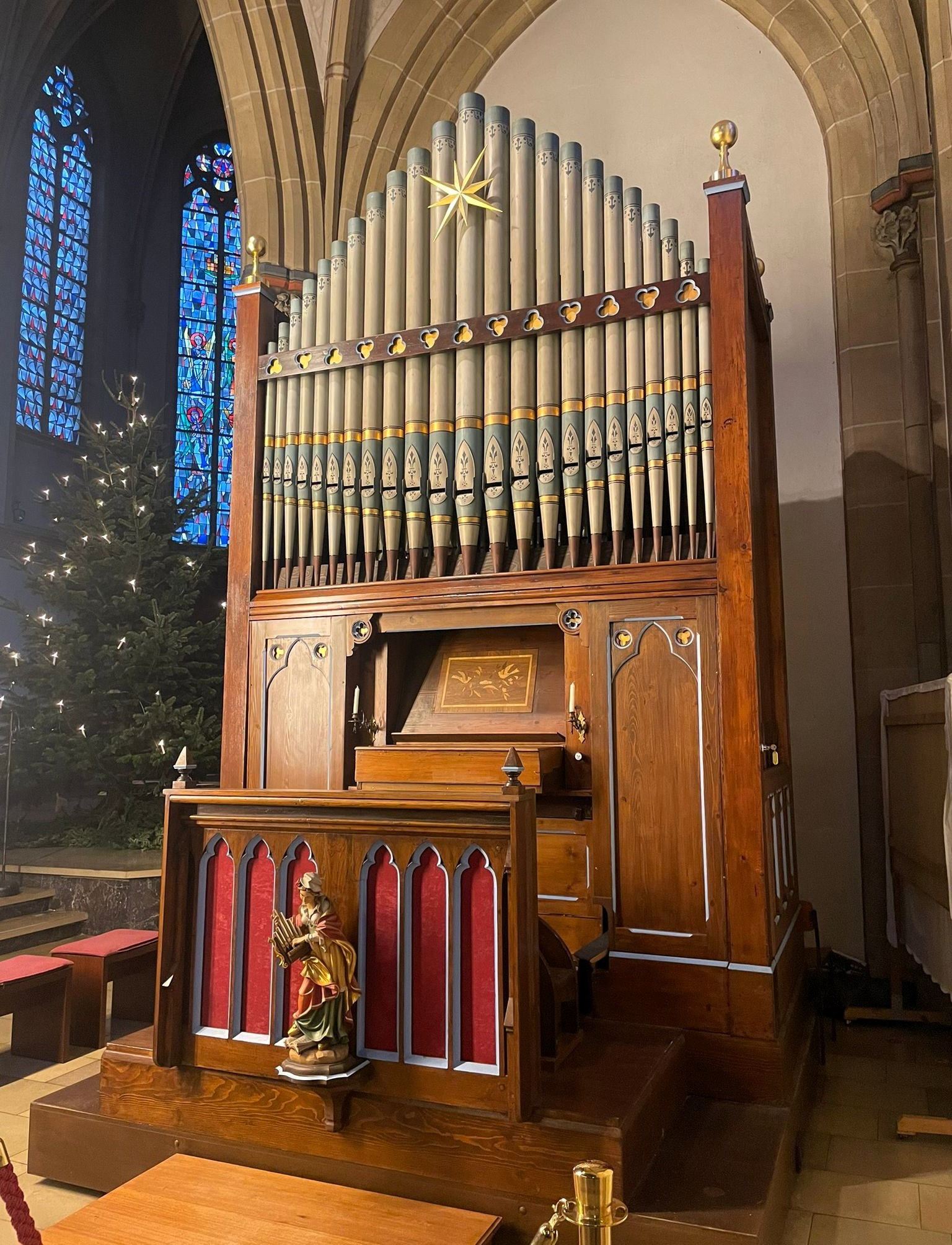
Englische Chororgel (2024)

Die Orgel wurde 1929 von Ernst Seifert erbaut und 1989 durch Weyland Orgelbau restauriert. Im Jahr 2006 erfolgte eine weitere Restaurierung durch die Firma Franz Rietzsch. Dabei wurde eine englisch-romantische Chororgel aus York aus dem Jahr 1855 angebunden. Das Instrument verfügt über 62 Register auf vier Manualen und Pedal. Die Spiel- und Registertrakturen sowie die Koppeln sind elektrisch. Die Chororgel in der Funktion des Fernwerks besitzt einen eigenen Spieltisch mit mechanischer Spiel und Registertraktur.
| I Hauptwerk C–g3 |       |
| Prinzipal        | 16′   |
| Flauto major     | 8′    |
| Gedackt          | 8′    |
| Keraulophon      | 8′    |
| Prinzipal        | 8′    |
| Flauto           | 4′    |
| Oktave           | 4′    |
| Quinte           | 2 ⁄3′ |
| Oktave           | 2′    |
| Mixtur IV        | 2′    |
| Cornett V (ab f) | 8′    |
| Horn             | 8′    |
| Tremulant        |       |

| II Positiv (schwellbar) C–g3 |        |
| Gedackt                      | 16′    |
| Gemshorn                     | 8′     |
| Harmonieflöte                | 8′     |
| Quintatön                    | 8′     |
| Salicional                   | 8′     |
| Praestant                    | 4′     |
| Rohrgedackt                  | 4′     |
| Nasat                        | 2 ⁄3′  |
| Waldflöte                    | 2′     |
| Scharff III                  | 1 ⁄3′  |
| Sifflöte                     | 1′     |
| Terz                         | 1 3⁄5′ |
| Krummhorn                    | 8′     |
| Tremulant                    |        |

| III Schwellwerk C–g3 |     |
| Quintatön            | 16′ |
| Hornprinzipal        | 8′  |
| Konzertflöte         | 8′  |
| Holzflöte            | 8′  |
| Viola                | 8′  |
| Vox coelestis        | 8′  |
| Aeoline              | 8′  |
| Corno                | 8′  |
| Prinzipal            | 4′  |
| Traversflöte         | 4′  |
| Piccolo              | 2′  |
| Acuta IV             | 2′  |
| Fagott               | 16′ |
| Trompete             | 8′  |
| Oboe                 | 8′  |
| Klarine              | 4′  |
| Tremulant            |     |

| IV Fernwerk (Chororgel) C–g3 |     |
| Open Diapason                | 8′  |
| Gemshorn                     | 4′  |
| schwellbar:                  |     |
| Clarabella                   | 8′  |
| Bell Gamba                   | 8′  |
| Voix Cèleste                 | 8′  |
| Flute                        | 4′  |
| Salicet                      | 4′  |
| Fifteenth                    | 2′  |
| Bourdon (Pedal C-c1)         | 16′ |
| Tremulant                    |     |
| Cymbelstern                  |     |

| Pedal C–f1  |         |
| Contrabass  | 16′     |
| Subbass     | 16′     |
| Gedacktbass | 16′     |
| Quintbass   | 10 2⁄3′ |
| Oktavbass   | 8′      |
| Flautbass   | 8′      |
| Choralbass  | 4′      |
| Flöte       | 2′      |
| Posaune     | 16′     |
| Trompete    | 8′      |
| Tuba        | 8′      |

- Koppeln:
  - Normalkoppeln: II/I, III/I, III/II, IV/I, IV/II, IV/III, I/P, II/P, III/P
  - Superoktavkoppeln: I/I, II/I, II/II, III/I, III/II, III/III
  - Suboktavkoppeln: I/I, II/I, II/II, III/I, III/II, III/III
- Spielhilfen: ca. 4.000-fache Kombination

### Glocken
Im Kirchturm von Liebfrauen hängt ein fünfstimmiges Glockengeläut aus Gussstahlglocken, das vom Bochumer Verein in der Stimmung c´ – d´ – f´ – g´ – a´ gegossen wurde.

## Stiftung Liebfrauen Bottrop
Die Stiftung Liebfrauen Bottrop für Baukultur und Kirchenmusik fördert finanziell und ideell den Erhalt der Bausubstanz der Kirche, den Erhalt der Orgel und pflegt die Kirchenmusik. Bislang konnten bereits die Orgel, das Kirchenportal und das Mauerwerk instand gesetzt werden. Die Stiftung wird bei ihren Aktivitäten begleitet durch die Historische Gesellschaft Bottrop.